# اعتراضات به قتل جرج فلوید
اعتراضات به قتل جرج فلوید از شهر مینیاپولیس در ۲۶ مه ۲۰۲۰ آغاز شد و به سایر نقاط ایالات متحده آمریکا گسترش یافت. این اعتراضات در برخی مناطق به صورت صلح‌آمیز انجام شد و در برخی دیگر به شکل شورش، غارت و آسیب به اموال عمومی بود. این اعتراض‌ها در منطقهٔ کلان‌شهری سینت پال-مینیاپولیس به شورش تبدیل شد. شورش‌گران به غارت فروشگاه‌ها، آتش‌زدن اموال عمومی و حمله به پایگاه پلیس پرداختند.
اعتراض‌ها به مرگ جرج فلوید و رفتار خشونت‌آمیز پلیس، تا ۳۰ مه به حداقل ۳۰ شهر دیگر ایالات متحده آمریکا گسترش یافت. حداقل در ۱۲ شهر بزرگ ایالت متحده تا ۳۰ مه قوانین منع رفت‌وآمد به اجرا درآمد. این اعتراضات به سایر کشورهای جهان نیز گسترش یافت و مردم برای نشان دادن همبستگی خود با معترضان آمریکایی و در محکومیت نژادپرستی و حمایت از پویش جان سیاه‌پوستان مهم است، در استرالیا، انگلیس، فرانسه، آلمان و سایر کشورها اقدام به برگزاری تجمعات اعتراضی کردند.
سازمان ملل نحوهٔ مرگ جرج فلوید را «فاجعه‌بار» خواند و همچنین کمیسر عالی حقوق بشر سازمان ملل از دولت آمریکا درخواست کرد تدابیری اتخاذ کند تا دیگر شهروندان این کشور شاهد مرگ بی‌دلیل آمریکایی‌های آفریقایی‌تبار نباشند.
دونالد ترامپ، رئیس‌جمهوری آمریکا، در توئیتی از اعزام گارد ملی حمایت کرد و خواستار تیراندازی به غارت‌گران فروشگاه‌ها شد. توئیتر، توئیت ترامپ را به دلیل تشویق به خشونت پنهان کرد. نحوهٔ واکنش ترامپ به اعتراضات، باعث انتقاد بسیاری از فعالان اجتماعی و همچنین سیاست‌مداران آمریکایی شده است. ترامپ آشوبگران را «اراذل و اوباش» خواند و تهدید کرد که با «سگ‌های وحشی و سلاح‌های تهدیدآمیز» با آشوب‌گران برخورد خواهد کرد. واکنش‌های ترامپ توسط برخی به «آتش‌افروزی» تشبیه شده است. به عقیدهٔ منتقدان، دونالد ترامپ به جای اتخاذ یک روش مسالمت‌جویانه و دلجویانه، برعکس با تندی و اهانت به تظاهرکنندگان اشاره کرد و آن‌ها را بازی‌خوردهٔ گروه‌های چپ‌گرا دانست و حتی گروه آنتیفا که خود را ضدفاشیست می‌داند، غیرقانونی و تروریست اعلام کرد. البته گروه‌های زیادی در سازماندهی این اعتراضات شرکت دارند که عمده‌ترین آن‌ها جنبش «جان سیاه‌پوستان مهم است» می‌باشد. علاوه بر این آنارشیست‌ها، غارتگران و دزدان از فرصت استفاده کرده به تخریب فروشگاه‌ها و غارت می‌پرداختند. یکی از اولین هدف‌ها معمولاً داروخانه‌ها هستند که هدف غارتگران، دسترسی به داروهای مخدر است.
یک هفته پس از مرگ جرج فلوید، اعتراضاتی در کشورهایی مختلف در حمایت از اجرای عدالت برای جرج فلوید و همچنین در حمایت از جنبش «جان سیاه‌پوستان مهم است» برگزار شد.

## پیش‌زمینه‌ها

### سابقهٔ خشونت پلیس در ایالات متحده آمریکا
هر ساله تعدادی از مردم توسط پلیس آمریکا کشته می‌شوند. در سال ۲۰۱۹ بیش از هزار نفر به ضرب گلوله پلیس در آمریکا کشته شدند. بر اساس آماری که روزنامهٔ واشینگتن پست منتشر کرده سیاهپوستان آمریکا بیش از دیگران هدف گلوله پلیس قرار گرفته و کشته شده‌اند و تحقیقی که یک سازمان غیردولتی در مورد خشونت پلیس انجام داده، نشان می‌دهد که احتمال کشته شدن سیاهپوستان به وسیله پلیس آمریکا سه برابر افراد سفیدپوست در آمریکا است. رفتار خشونت‌آمیز بعضی از مأموران پلیس آمریکا و مرگ افراد به ویژه سیاهپوستان توسط پلیس پیش از این هم باعث اعتراض‌های گسترده در آمریکا شده بود. از جمله مرگ اریک گارنر که در سال ۲۰۱۴ در نیویورک رخ داد. گارنر هم سیاه‌پوست بود و وقتی پلیس برای دستگیری او به گلویش فشار آورد، با آخرین نفس‌هایش تکرار می‌کرد: «نمی‌توانم نفس بکشم.» مرگ اریک گارنر و جمله تاثربرانگیزش باعث شد که بسیاری از فعالان حقوق رنگین‌پوستان آمریکا از جملهٔ «نمی‌توانم نفس بکشم» برای جلب توجه همگان به خشونت پلیس علیه اقلیت‌های نژادی استفاده کنند. جنبش زندگی سیاهپوستان اهمیت دارد بعد از کشته شدن مایکل براون، یک جوان سیاهپوست دیگر، توسط پلیس آمریکا توجه جهانی بیشتری را به خود جلب کرد. تیراندازی به مایکل براون در ۹ اوت ۲۰۱۴ در شهر فرگوسن ایالت میسوری روی داد. براون ۱۸ ساله پس از آنکه حداقل شش مرتبه هدف شلیک دارن ویلسون، افسر پلیس ۲۸ سالهٔ شهر فرگوسن، قرار گرفت جان باخت. مایکل براون مسلح نبود و سوء سابقه نیز نداشت. پلیس شهر فرگوسن در آن زمان گفته بود براون مظنون به دست داشتن در سرقتی بود که چند دقیقه پیش از تیراندازی رخ داده بود. در پی آن حادثه هیئت منصفه دادگاهی در ایالت میسوری آمریکا تصمیم گرفت علیه این افسر پلیس اعلام جرم نکند. بعد از اعلام تصمیم هیئت منصفه، اعتراض‌ها در این شهر و سایر نقاط آمریکا آغاز شد و به سرعت به خشونت کشیده شد. مورد دیگر، تیراندازی و قتل والتر اسکات، سیاهپوست ۵۰ ساله به دست مأموران پلیس در شهر چارلستون بود که به اعتراضات گسترده علیه خشونت پلیس منجر شد. در فیلم ویدیوئی که از صحنه تیراندازی در چارلستون منتشر شد، مشخص شد که مایکل اسلیگر، مأمور پلیس به سوی مرد سیاهپوست که غیرمسلح و در حال فرار است تیراندازی می‌کند و او را سه بار از پشت هدف قرار می‌دهد. مورد دیگر قتل ترایون مارتین، نوجوان سیاه‌پوست آمریکایی در تیراندازی جورج زیمرمن، یک نگهبان سفیدپوست در مجتمعی مسکونی در فلوریدا، بود. مارتین هنگام دیدار با بستگانش در یک مجتمع مسکونی کشته شد. مارتین ۱۷ ساله روز ۲۶ فوریه سال ۲۰۱۲، به ضرب گلوله مستقیم جورج زیمرمن کشته شد. با وجود اعتراضات گسترده‌ای که به این اقدام صورت گرفت، زیمرمن در ژوئیه ۲۰۱۳ از اتهامات تبرئه شد. در آن زمان هیئت منصفه ادعا کرد که اقدام زیمرمن دفاع از خود بوده است. زیمرمن علت شلیک به این نوجوان سیاهپوست را راه رفتن مشکوک این نوجوان اعلام کرده و گفته بود شلیک به وی دفاع از خودش بوده است.
نسبت تعداد کشته شدگان سفیدپوست توسط پلیس نسبت به سیاه پوستان در آمریکا ۱۳ به ۱ است. صدها مقاله در انتقاد از این وضع نوشته شده و هزاران ساعت در تلویزیون و رادیو و مراجع قانونی دربارهٔ این وقایع اسف بار و وجود نژادپرستی در نیروی پلیس آمریکا بحث شده است.
با وجود این، چرخه شوم کشته شدن سیاهپوست غالباً بی گناه به دست پلیس، اعتراضات مردم، اخراج افسران پلیس مجرم، دادگاهی شدن اما تبرئه آن‌ها در اکثر موارد، و نا آرامی‌های مجدد بدون اخذ نتیجه‌ای ملموسی ادامه داشته است. ایجاد برابری و اجرای عدالت یکسان در مورد نژادهای مختلف از موضوعات دایم مورد بحث در آمریکاست. برای بسیاری از مردم به خصوص در خارج از ایالات متحده، این وضعیت در کشوری مثل آمریکا با سابقه طولانی حکومت قانون، توجیه پذیر نیست. بسیاری فقط به تبعیض نژادی و فاصله طبقاتی اشاره می‌کنند در حالی که گروهی دیگر نژادپرست سیستماتیک نیروی پلیس را مقصر می‌دانند. بعضی خود سیاهپوستان را مقصر می‌دانند که نسبت جرم و جنایت در میان آن‌ها ده برابر سفیدپوستان است و گروهی دیگر نظام سرمایه‌داری را مقصر می‌دانند. هرچند از زمان ریاست جمهوری جان اف کندی و لیندون بی. جانسون، قوانین فوق‌العاده مفیدی به نفع اقلیت‌ها تصویب شده است و آثار لطمات چهارصد سال بردگی را تا حدود زیادی التیام بخشیده است، ولی همچنان وضعیت تاریخی تنها بخشی از وضعیت بغرنجی است که بر روابط نژادی و رابطه پلیس با مردم سایه افکنده و چرخه و تسلسل خشونت- تظاهرات -خشونت همچنان تا سال‌ها ادامه خواهد داشت.

### کشته‌شدن جورج فلوید

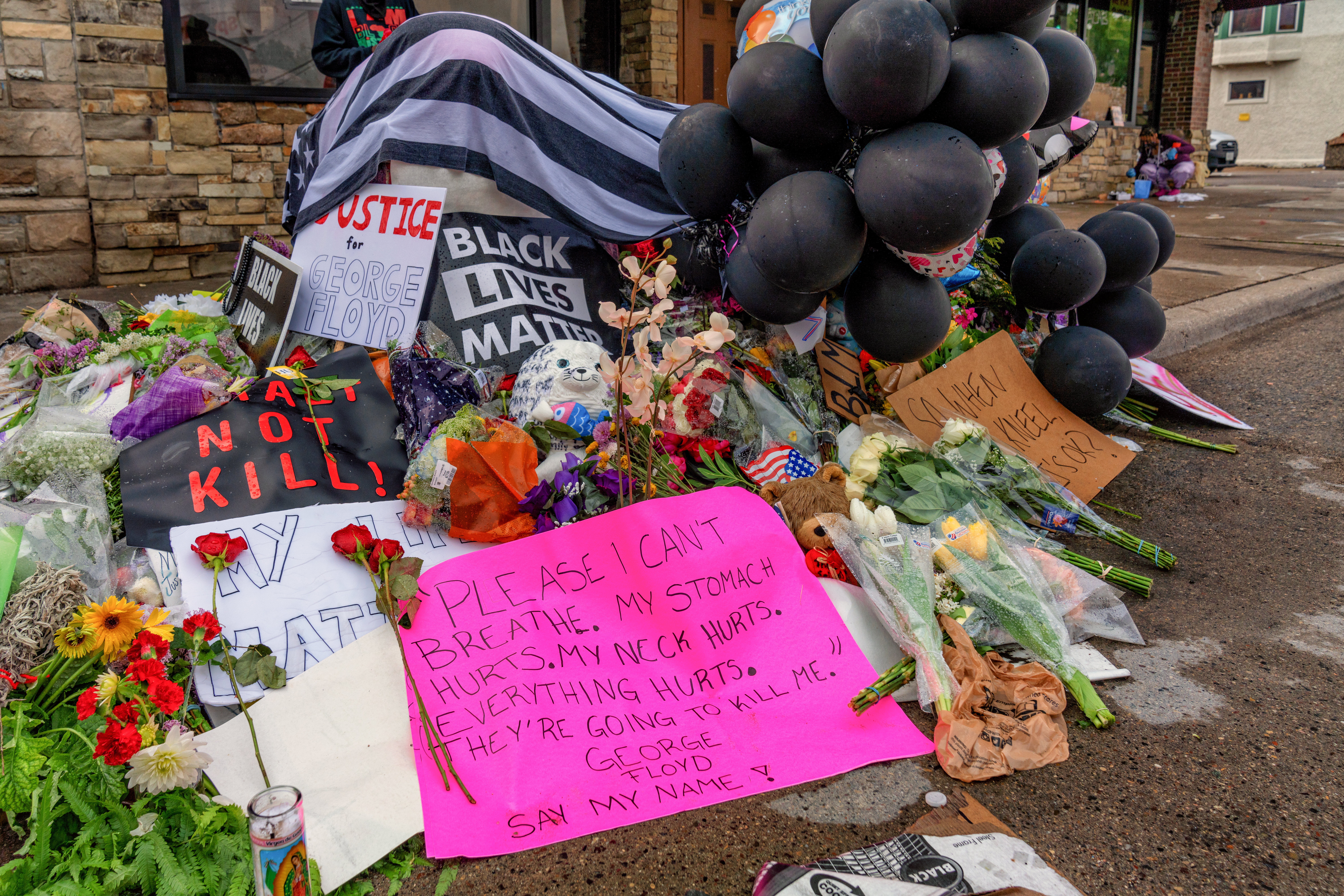
گلباران مکان کشته‌شدن جورج فلوید پس از مرگش.

جورج فلوید ۴۶ ساله که به عنوان مأمور امنیتی در رستورانی در شهر مینیاپولیس کار می‌کرد، روز دوشنبه توسط مأمورانی که در واکنش به اعلان وقوع جرم به محل بازداشت او رفته بودند، کشته شد. اداره پلیس مینه‌سوتا می‌گوید که مأموران در واکنش به اعلان وقوع جرم به محل بازداشت این مرد رفته بودند؛ مردی که به گمان آنها مشخصات او با یک فرد مظنون به کلاهبرداری همخوانی داشته است.
کشته شدن جرج فلوید بعد از دستگیری توسط پلیس در ایالت مینه سوتای آمریکا، بار دیگر مسئله خشونت پلیس این کشور علیه اقلیت‌های نژادی را برجسته کرده است.

### دنیاگیری کووید-۱۹
وضعیت روحی - روانی سه ماه قرنطینه خانگی به خاطر دنیاگیری کروناویروس و بی‌کار شدن یک چهارم کارگران و کارمندان آمریکا همه نقش مؤثری در شورش دارند.

## روزشمار اعتراضات
اعتراضات به کشته شدن جورج فلوید، برای دو شب متوالی در شهر مینیاپولیس در ایالت مینه‌سوتای آمریکا ادامه داشته است. هزاران معترض با پلیس درگیر شدند و پلیس با گاز اشک‌آور سعی در متفرق کردن معترضان داشت. بی رحمی پلیس آمریکا واکنش‌های زیادی را دربرداشته از جمله بیانسه، خواننده آمریکایی و لبرون جیمز، ستاره بسکتبال این کشور به‌طور آشکار در این باره اظهار نظر کرده و از کمپین‌ها علیه رفتار پلیس آمریکا حمایت کرده‌اند. در ۲۹ مه نیروهای گارد ملی ایالات متحده به شهر مینیاپولیس اعزام شدند. تیم والز، فرماندار ایالت مینه‌سوتا دستور اعزام نیروهای گارد ملی را صادر کرد و گفت که چنین کاری به درخواست شهرداران سینت پال-مینیاپولیس صورت می‌گیرد. او همچنین «وضعیت اضطراری» در شهر اعلام کرد. فرماندار مینه‌سوتا گفت که «غارت، خرابکاری و آتش‌زدن» در شهر باعث وارد شدن خسارات به بسیاری از کسب و کارها شده که برخی از آنها متعلق به اقلیت‌ها بوده است. او در بیانیه‌ای از معترضان خواسته مسالمت‌آمیز باقی بمانند و گفته است «مرگ جورج فلوید باید به عدالت و تغییر و تحول در ساختار منجر شود، نه به مرگ و نابودی بیشتر». مأموران پلیس به سوی معترضان و شماری از افراد که در حال غارت بودند، گاز اشک‌آور شلیک کردند. معترضان نیز در اعتراض، پاسگاه اصلی پلیس در شهر مینیاپولیس به آتش کشیدند. دادستان مینه سوتا اعلام کرد:فردی که پارا روی گردن جرج فلوید گذاشته بود به قتل درجه دو (شبه عمد) متهم شده و سه نفر دیگر هم دستگیر و به معاونت در قتل متهم شده‌اند. سه روز پس از حادثه، اعتراض‌ها حداقل در ۵ شهر بزرگ ایالات متحده شروع شد.

### روز نخست: سه‌شنبه ۲۶ مه
چهار مأمور پلیسی که در بازداشت جورج فلوید حضور داشتند از کار اخراج شدند. همزمان با به اشتراک گذاری گسترده ویدیوی بازداشت فلوید در شبکه‌های اجتماعی تظاهرات آغاز شد. صدها معترض به خیابان‌های مینیاپولیس آمدند و به تخریب خودروهای پلیس و دیوار نویسی در پاسگاه پلیس اقدام کردند.

### روز دوم: چهارشنبه ۲۷ مه
اعتراضات به شهرهای دیگر آمریکا از جمله مِمفیس و لس آنجلس کشیده شد. در بعضی شهرها مثل پورتلند در ایالت اورِگن، معترضان در خیابان دراز کشیدند و شعار «نمی‌توانم نفس بکشم» سردادند. تظاهرکنندگان دوباره در اطراف پاسگاه پلیس مینیاپولیس گرد آمدند که مقر مأموران پلیسی بود که در بازداشت جورج فلوید دست داشتند، و آن را به آتش کشیدند. نیروهای پاسگاه، آن را تخلیه و عقب‌نشینی کردند.

### روز چهارم: جمعه ۲۹ مه
دونالد ترامپ گفته است با خانواده آقای فلوید صحبت کرده است. او پیشتر گفته بود «عدالت، اجرا خواهد شد.» خانواده آقای فلوید از بازداشت مأمور پلیس استقبال کرده اما گفته‌اند اتهام‌های اساسی‌تری باید متوجه این فرد شود و سایر مأموران همراه او نیز باید بازداشت شوند. آنها همچنین خواهان آن شده‌اند تا پلیس نحوه رفتار خود و عملکردش را تغییر دهد.

#### توییت ترامپ
دونالد ترامپ، رئیس‌جمهور آمریکا در پی اعتراضات در شهر مینیاپولیس، در توییتی نوشت: «اراذل و اوباش در حال اهانت به یاد و خاطرهٔ جرج فلوید هستند. نمی‌توانم بایستم و تماشا کنم که چنین اتفاقی برای شهر بزرگ مینیاپولیس می‌افتد. [مشکل] فقدان رهبری است. یا جاکوب فرِی، شهردار چپ‌گرای افراطی بسیار ضعیف این شهر، خودش را جمع‌وجور می‌کند و شهر را تحت کنترل درمی‌آورد، یا من گارد ملی را اعزام می‌کنم تا این کار را به درستی انجام دهند». در توییت دیگری نیز افزود: «... من با فرماندار تیم والز صحبت کردم و گفتم ارتش با اوست. هر مشکلی که پیش بیایید ما آمادگی کنترل داریم، اما وقتی که غارت شروع شود، تیراندازی شروع می‌شود.»
توییتر به دلیل نقض «قوانین مربوط به ترویج خشونت» توییت دوم ترامپ را از پروفایل او پنهان کرد. در واقع این توییت حذف نشده، بلکه به جای آن هشداری گذاشته شده و کاربران می‌توانند با کلیک کردن بر روی آن محتوای توییت آقای ترامپ را ببینند:
«این توییت قوانین توییتر را دربارهٔ تمجید و تجلیل از خشونت نقض کرده است. با وجود این، توییتر به این نتیجه رسیده است که در دسترس ماندن این توییت می‌تواند در راستای منافع عمومی باشد.»
توییت ترامپ در فیسبوک هم منتشر شد، اما فیس‌بوک آن را حذف یا پنهان نکرد و کاربران می‌توانند آن را ببینند. فیسبوک نیز مقررات مشخصی دربارهٔ دعوت یا ترغیب به خشونت دارد اما برخلاف توییتر، دست به اقدامی نزده است. مارک زاکربرگ، رئیس فیسبوک در پاسخ گفت که به آزادی بیان متعهد است و مانند توییتر دست به اقدامی دربارهٔ اظهارات دونالد ترامپ، رئیس‌جمهوری آمریکا در شبکه‌های اجتماعی نمی‌زند. وی گفت که «برخلاف توییتر، ما سیاستی برای زدن برچسب هشدار در مقابل پست‌هایی نداریم که ممکن است باعث بروز خشونت شوند چون ما معتقدیم اگر متنی باعث خشونت شود، باید بدون توجه به اینکه دارای ارزش خبری است، حتی اگر آن متن از یک سیاستمدار باشد، حذف شود.» اما توییتر در پاسخ گفت که توییت ترامپ به دلیل «زمینه تاریخی» آن مقررات را «نقض کرده» و این خطر را دارد که امروزه «الهام‌بخش اقدامات مشابهی» شود. منظور از «زمینه تاریخی»، وقایع اواخر سال‌های دهه شصت میلادی است که رئیس پلیس وقت میامی با عبارت «وقتی غارت شروع می‌شود، تیراندازی هم شروع می‌شود» مقررات خشونت‌باری را در محله‌های سیاهپوست‌نشین به اجرا گذاشت.
روزنامه گاردین در یادداشتی نوشته که مارک زاکربرگ، مؤسس فیسبوک، از آقای ترامپ انتقاد کرده و گفته است با اظهارات «تفرقه اندازنه و تحریک آمیز» رئیس‌جمهوری آمریکا مخالف است اما بر این باور است که «مردم باید قادر باشند به چشم خود ببینند چون در نهایت پاسخگویی برای افراد در قدرت فقط وقتی اتفاق می‌افتد که سخنان آنها موشکافی و بررسی شود.»
دونالد ترامپ، رئیس‌جمهور ایالات متحده آمریکا در بعد از ظهر روز ۲۹ مه در کنفرانسی که در کاخ سفید برگزار شد، هیچ صحبتی از مرگ جرج فلوید، اعتراض‌ها، شورش‌ها و درگیری خودش با توییتر نکرد و حتی برخلاف رویهٔ سابق، به هیچ خبرنگاری هم اجازهٔ پرسش نداد.

#### بازداشت خبرنگار سی‌ان‌ان
در ۲۹ مه ۲۰۲۰ تیم خبرنگاران خبرگزاری سی‌ان‌ان که به صورت زنده در حال گزارش درگیری‌ها در خیابان مینیاپولیس بودند، در «اقدامی بی‌سابقه» توسط پلیس دستگیر شدند. این دستگیری به صورت زنده از تلویزیون پخش می‌شد. عمر خیمنز، خبرنگار، بیل کرکاس، تهیه‌کننده و لئونل منندز، عکاس، سه عوامل خبری سی‌ان‌ان بودند که بازداشت شدند. البته آن‌ها حدود یک ساعت بعد آزاد شدند.
تیم والز فرماندار مینه سوتا، به یکی از خبرنگاران گفت که شدیداً از بابت این اتفاق، عذرخواهی کرده و برای آزادسازی تیم خبرنگاران CNN تلاش می‌کند.
پس از آنکه هر سه خبرنگار آزاد شدند، فرماندار مینه سوتا گفت که «ما باید اطمینان حاصل کنیم جای امنی برای خبرنگاران وجود دارد که بتوانند حقایق را بازتاب دهند.»
بنابر اظهارات خبرگزاری CNN، علت دستگیری این بود که هویت خبرنگاری آنها هنوز به تأیید نرسیده بود.
این اتفاق باعث تعجب و حیرت همگان شد و حتی وزارت خارجه بریتانیا نیز بابت دستگیری این خبرنگاران انتقاد کرد. در این بیانیهٔ وزارت خارجه آمده است: «می‌دانیم که این خبرنگاران آزاد شده‌اند و فرماندار بابت دستگیری آنها عذرخواهی کرده است. همان‌طور قبلاً گفته‌ایم روزنامه‌نگاران سراسر دنیا باید آزاد باشند و بدون ترس از انتقام، مقام‌ها را پاسخگو کنند.»
پس از بازداشت تیم خبرنگاری، شبکهٔ سی‌ان‌ان در توییتی خواستار پاسخگویی مقامات شد و دستگیری تیم خبرنگاران را «نقض واضح متمم اول قانون اساسی» دانست.
پلیس ایالتی در پاسخ به دلیل این «بازداشت موقت» گفت که برای افسران حاضر در محل هویت آن‌ها محرز نشده بود و به محض تأیید هویت این که برای رسانه کار می‌کنند آزاد شدند. این در حالی بود که خبرنگاران دستگیر شده، قبل از بازداشت کارت شناسایی خودشان را به افسر پلیس نشان دادند و این وقایع به صورت زنده از تلویزیون پخش می‌شد. همچین تیم خبرنگاران پس از بازداشت گفتند که دلیل بازداشت، این بود که پلیس گفت از آنجا بروید و ما نرفتیم.

### روز پنجم: شنبه ۳۰ مه
در ۳۰ مه ۲۰۲۰، پنج روز پس از مرگ جورج فلوید، اعتراض‌ها به شهرهای دیگر ایالات متحده گسترش یافت. معترضان در نیویورک، آتلانتا، لس‌آنجلس و واشینگتن، دی.سی. با پلیس درگیر شده‌اند. آنها خواهان اجرای عدالت هستند. در واشینگتن، صدها نفر در برابر کاخ سفید تجمع کردند و به همین خاطر، برای مدتی راه‌های ورودی به کاخ سفید، مقر ریاست‌جمهوری آمریکا مسدود شد. در دالاس، به سوی مأموران پلیس سنگ پرتاب شد و در مقابل این نیروها به سوی معترضان گاز اشک‌آور شلیک کردند.
دونالد ترامپ پس از آنکه معترضان در راه‌های ورودی به کاخ سفید را مسدود کردند، از شهردار واشینگتن دی.سی. انتقاد کرد که به نیروی پلیس دستور مقابله با معترضان را نداده است. شماری از تظاهرکنندگان در برابر کاخ سفید روز جمعه تلاش کردند تا از موانعی که سرویس مخفی آمریکا در اطراف کاخ سفید ایجاد کرده بود عبور کنند. همچنین وی از مأموران سرویس مخفی‌اش که در حال تأمین امنیت محوطه کاخ سفید بودند در توییتی تقدیر کرد:
«دیشب در کاخ سفیدکار بزرگی توسط سرویس مخفی انجام شد. آنها نه تنها کاملاً حرفه‌ای بوده بلکه خیلی هم آرام بودند. من داخل [کاخ سفید] بودم و هرگونه تحرکی را مشاهده می‌کردم و نمی‌توانستم بیشتر از این احساس امنیت کنم. آنها اجازه دادند معترضان جیغ بکشند و هرچه می‌خواستند یاوه گویی کنند؛ اما هر وقت فردی پا را فراتر گذاشت با وحشی‌ترین سگ‌ها و تهدید آمیزترین سلاح‌هایی که من تاکنون دیده‌ام با او برخورد شد … همان‌طور که شب گذشته شاهد بودید آنها خیلی خونسرد و حرفه‌ای بودند. اجازه ندادند اوضاع از کنترل خارج شود. متشکرم. اما قسمت بد ماجرا این بود که شهردار واشینگتن دی.سی. که همواره به دنبال پول و کمک است؛ اجازه دخالت پلیس واشینگتن دی سی را نداد. (او گفت) این کار آنها نیست. بسیار خب.»— دونالد ترامپ، توییتر
سپس در توییت دیگری معترضان را سامان‌دهی شده برای ایجاد دردسر لقب داد و گفت:
«افراد به اصطلاح «معترض» که به صورت حرفه‌ای در جلوی کاخ سفید سازمان‌دهی شده بودند، کوچک‌ترین ربطی به بزرگداشت جرج فلوید ندارند. آن‌ها آنجا بودند که فقط دردسر درست کنند. سرویس مخفی هم به خوبی از پس آن‌ها برآمد. امشب متوجه شدم که آیا شب بزرگی در کاخ سفید خواهد بود؟»
در حالی ترامپ ادعای سامان‌دهی تظاهرات را مطرح کرد که هیچ سندی برای این ادعایش وجود ندارد. همچنین منظور وی از این که «امشب شب بزرگی در کاخ سفید خواهد بود؟» مشخص نیست.
شبکه اجتماعی توئیتر که روز جمعه یکی از توئیت‌های دونالد ترامپ را به دلیل «تمجید از خشونت» پنهان کرده بود اما اقدام مشابهی را برای توئیت‌های جدید رئیس‌جمهوری آمریکا انجام نداده است.
دونالد ترامپ رئیس‌جمهور ایالات متحده، در توئیتی دیگر به طور تلویحی از هواداران خود خواست که شنبه شب در مقابل کاخ سفید تجمع کنند. امری که نگرانی‌هایی را بابت درگیری احتمالی بین معترضان به مرگ جورج فلوید و طرفداران رئیس‌جمهوری پدیدآورد.
تیم والز، فرماندار ایالت مینه‌سوتا از بسیج گارد ملی این ایالت در پی چهار شب اعتراضات خشونت‌آمیز در شهر مینیاپولیس خبر داد. این اولین بار در تاریخ این ایالت است که گارد ملی بسیج می‌شود. تیم والز گفت که وضعیتی که در مینیاپولیس اتفاق افتاده، دیگر ربطی به مرگ جرج فلوید ندارد و یک عده «آشوبگر» را متهم کرد که بدون توجه به مال و زندگی مردم، باعث تخریب و هرج و مرج می‌شوند.
«بگذارید روشن بگویم که آنچه اکنون در مینیاپولیس می‌گذرد دیگر به هیچ وجه ربطی به مرگ جورج فلوید ندارد بلکه حمله‌ای به جامعه مدنی و ایجاد رعب و اختلال در شهرهای بزرگ ماست.»— تیم والز، در کنفرانس خبری ۳۰ مه
اما وی در عین حال گفت که اعتراضات مسالمت آمیز همچنان مجاز است. در مینیاپولیس، جایی که روز جمعه مقررات منع رفت‌وآمد (از ساعت ۸ شب تا ۵ صبح) وضع شد، تظاهرکنندگان آن را نادیده گرفتند و نیروهای پلیس نیز تلاشی برای اعمال محدودیت‌ها نکردند. چندین ساختمان در شهر مینیاپولیس به آتش کشیده شدند. تیم والز که حدود ۵۰۰ سرباز گارد ملی برای رویارویی با معترضان در شهر مینیاپولیس در ایالت مینه سوتا بسیج کرده بود و بیش از هزار سرباز دیگر گارد ملی را برای کمک به برقراری نظم و آرامش در مینیاپولیس فراخوانده بود، اما در اقدامی بی‌سابقه کل گارد ملی این ایالت را که شمار آنها به ۱۳ هزار نفر می‌رسد، بسیج کرد.
فرماندار ایالت جورجیا نیز روز شنبه پس از تظاهرات جمعه شب در شهر آتلانتا در این ایالت وضعیت اضطراری اعلام کرد. معترضان خشمگین در شهر آتلانتا چند خودروی پلیس را به آتش کشیدند.
گارد ملی آمریکا نیز برای مقابله با اعتراض‌ها در ایالت‌های مختلف آماده می‌شود. تا پایان روز ۳۰ مه، اعتراض‌ها به بیش از ۳۰ شهر ایالات متحده گسترش یافت. یک مرد در دیترویت در ایالت میشیگان و یک افسر پلیس در اوکلند در ایالت کالیفرنیا کشته و حدود ۱۰۰ نفر از آشوب‌گران نیز در کل آمریکا بازداشت شدند. سخنگوی پلیس دیترویت تأکید کرده است که هیچ‌کدام از افسران پلیس در این تیراندازی نقش نداشته‌اند.

### روز ششم: یکشنبه ۳۱ مه

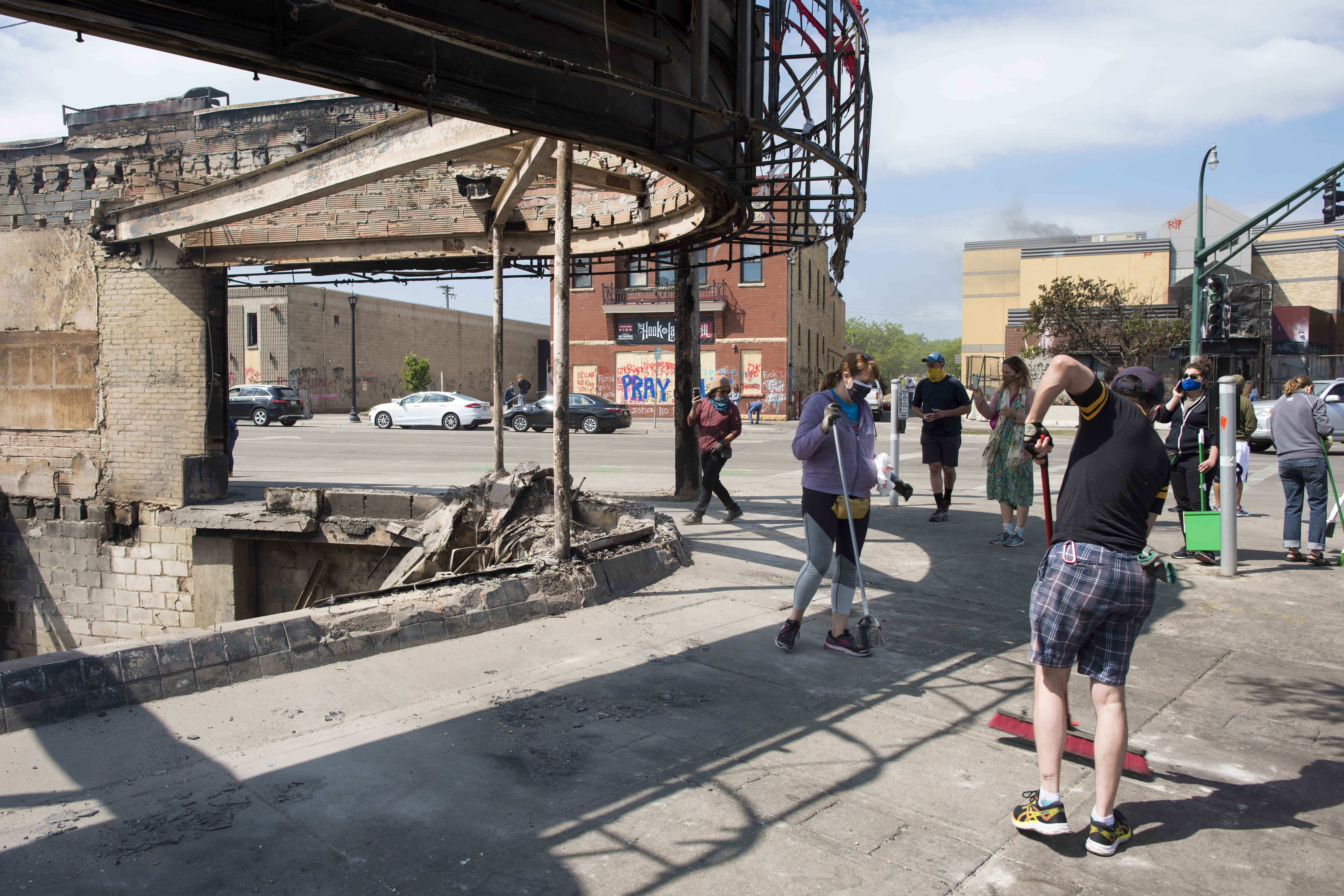
برخی از مردم در حال تمیز کردن خیابان‌ها پس از درگیری‌های روز ۳۰ مه در مینیاپولیس، ایالت مینه‌سوتا.

اعتراضات گسترده تا روز ۳۱ مه، نیز در بیش از ۳۰ شهر ادامه داشت. اعتراضات گسترده ابتدا صلح آمیز بود اما در بسیاری از نقاط با آتش زدن خودروها و ساختمان‌ها به خشونت کشیده شد و پلیس برای کنترل اوضاع و متفرق کردن معترضان به گاز اشک آور و گلوله‌های پلاستیکی متوسل شد. این خشونت‌آمیزترین اعتراضاتی است که از زمان روی کار آمدن آقای ترامپ در آمریکا برگزار شده است. لس آنجلس از جمله شهرهایی است که از هشت شب تا پنج و نیم صبح مقررات منع تردد اعلام کرده. ساعات منع تردد در آتلانتا ۰۹:۰۰ شب تا سپیده دم اعلام شد. لوئیویل در کنتاکی هم مقررات مشابهی اعلام کرده است. در لس آنجلس مأموران پلیس با شلیک گلوله لاستیکی و باتون با معترضانی که یک ماشین پلیس را آتش زده بودند درگیر شدند.
در چند شهر آمریکا نیز مقررات منع آمد و شد شبانه وضع شد. در واشینگتن دی.سی.، پایتخت ایالات متحده، معترضان برای دومین روز متوالی در مقابل کاخ سفید تجمع کردند. دونالد ترامپ که به مناسب پرتاب موفقیت‌آمیز فضاپیمای اسپیس‌ایکس سخنرانی کرد، غارتگران، آنارشیست‌ها و تندروهای دست‌چپی را در خشونت‌های جاری مقصر دانسته است. همچنین جو بایدن، رقیب دموکرات آقای ترامپ، او را به دادن اکسیژن به متعصبان متهم کرده است.

### روز هفتم: دوشنبه ۱ ژوئن

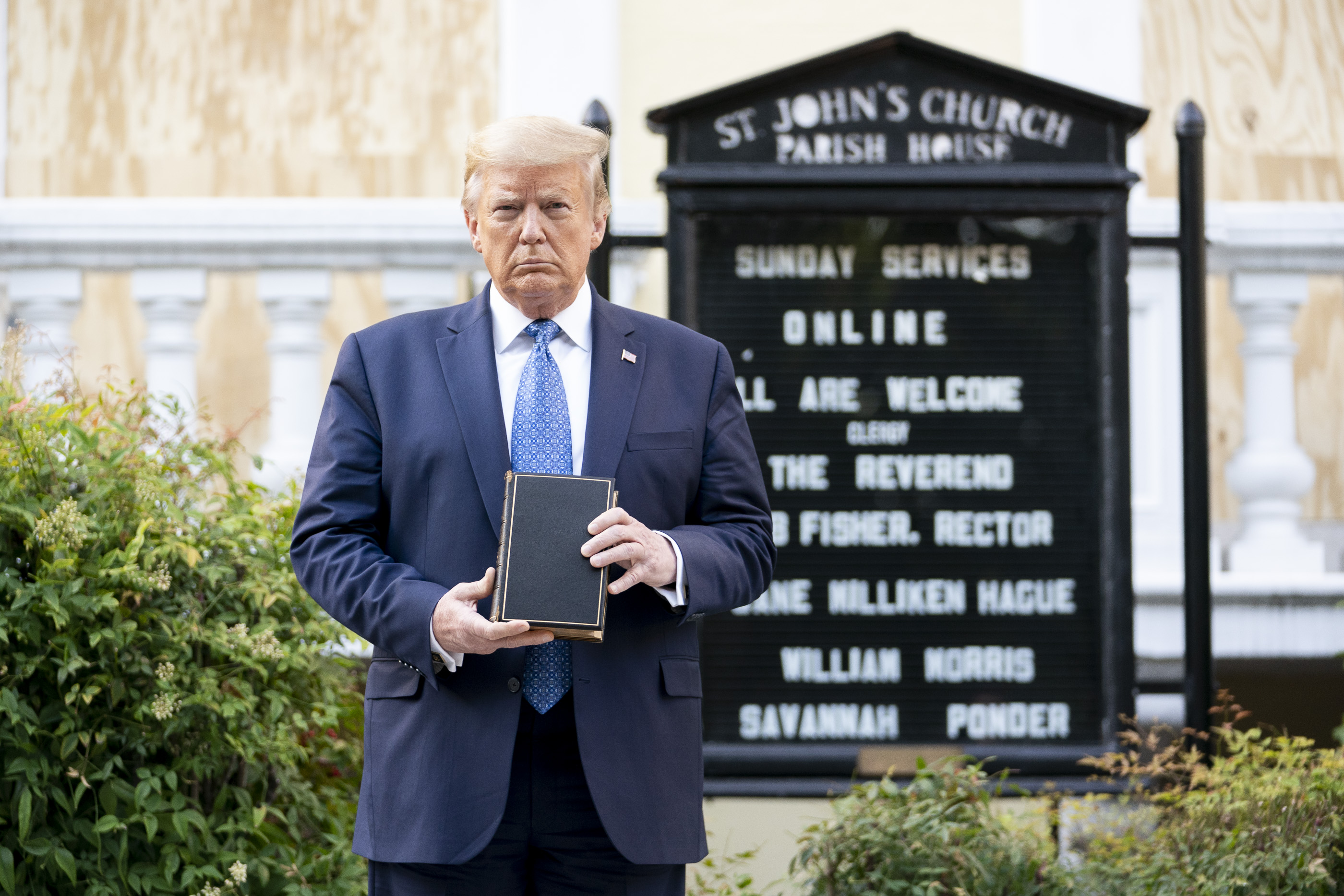
نگاره‌ای به تاریخ ۱ ژوئن ۲۰۲۰ میلادی از دونالد ترامپ در مقابل کلیسای سنت جان در پارک لافایت (en) شهر واشینگتن دی سی در حالی که یک کتاب انجیل را در دست گرفته‌بود. معترضان به کشته‌شدن جورج فلوید، برای چند روز در این پارک تجمع کرده و گروهی زیرزمین این کلیسا را روز پیش‌تر به آتش کشیده بودند. نحوهٔ متفرق‌کردن تظاهرکنندگان در پارک لافایت با استفاده از «گاز اشک‌آور و گلوله پلاستیکی» منجر به انجام تحقیق و تفحص از سوی بازرس کل وزارت کشور ایالات متحده آمریکا شد.

گزارش‌ها بیانگر زد و خورد پلیس در واشینگتن دی.سی. برای سومین روز متوالی است. پلیس در واشینگتن برای متفرق کردن معترضانی که در پارک مقابل کاخ سفید تجمع کرده بودند، از گاز اشک آور و اسپری فلفل استفاده کرده است. هادی نیلی، خبرنگار بی‌بی‌سی فارسی در واشینگتن می‌گوید تظاهرات در ابتدا مسالمت آمیز بود و تجمع کنندگان فقط شعار می‌دادند. اما با نزدیک شدن به ساعت‌های پایانی شب تنش‌ها افزایش یافت و بعضی از تجمع کنندگان اشیایی را به سمت پلیس پرتاب می‌کردند. با افزایش تنش‌ها چند خودرو نیز در نزدیکی کاخ سفید به آتش کشیده شده شدند. شهردار واشینگتن نیز برای مقابله با تکرار خشونت‌های دو شب گذشته در این شهر، از ساعت ۱۱ شب تا ساعت شش بامداد دوشنبه منع عبور و مرور اعلام کرد.
سرویس مخفی، دونالد ترامپ را با بالا گرفتن اعتراضات در واشینگتن، به مرکز عملیات اضطراری ریاست جمهوری منتقل کرد. روزنامه نیویورک تایمز در گزارشی خبر داد که جمعه شب گذشته دونالد ترامپ، رئیس‌جمهوری آمریکا به پناهگاه زیرزمینی کاخ سفید منتقل شده است. این تصمیم زمانی اتخاذ شد که جمعیت معترضان در واشینگتن به کاخ سفید نزدیک شده بودند و مأموران سرویس مخفی ناگهان رئیس‌جمهوری را به پناهگاهی منتقل می‌کنند که پیش از آن برای حملات تروریستی استفاده می‌شده است. امروز نیز سی‌ان‌ان گزارش داد که با شدت گرفتن خشونت‌ها آقای ترامپ شب یکشنبه را هم در زیرزمین کاخ سفید گذراند.
واکنش‌های دونالد ترامپ دربارهٔ مرگ جرج فلوید و همچنین رویکرد او به اعتراضات، با انتقادهای فراوانی روبه‌رو شده است. با این وجود، دونالد ترامپ، یک گروه ضدفاشیستی افراطی به نام آنتی‌فا را در خشونت‌ها مقصر دانست و از قرار گرفتن آن در فهرست سازمان‌های تروریستی خبر داد. دولت آمریکا می‌گوید اعضای این گروه و آنارشیست‌ها با سفر به شهرهای مختلف تظاهرات را به آشوب می‌کشند. مارکو روبیو، سناتور جمهوری‌خواه نیز علاوه بر متهم کردن این گروه، یک گروه راست‌گرای افراطی را هم در بروز خشونت‌ها مقصر دانست. رابرت اوبراین، مشاور امنیت ملی آمریکا و ویلیام بار، وزیر دادگستری آمریکا، نیز آنتی‌فا را به دست داشتن در اعتراض‌های خشونت‌آمیز متهم کرد. آقای اوبراین در مصاحبه با شبکه سی‌ان‌ان نیروهای تندرو را متهم کرد که با سفر از ایالتی به ایالت دیگر، شهرها را به آتش کشانده‌اند. اوبراین خواهان اقدام پلیس فدرال آمریکا (FBI) علیه آنتی‌فا شد. مقامات دولت آمریکا، یک گروه راست افراطی به نام بوگالو هم به دست داشتن در آشوب‌ها متهم می‌کنند. این گروه متهم است که خواهان به راه انداختن جنگ داخلی نژادی در آمریکاست. مارکو روبیو، سناتور جمهوری‌خواه می‌گوید: «آنچه مورد توجه قرار نگرفته است، این است که مجموعه ای از تروریست‌ها، از آنتی‌فا گرفته تا گروه بوگالو مشغول خشونت و گسترش آن هستند … این دو گروه ممکن است که از نظر تفکر یکی نباشند ولی در تنفر از دولت و پلیس و سوءاستفاده از تظاهرات وجه مشترک آنهاست … این افراد می‌خواهند کل نظام را پایین بکشند حتی اگر به قیمت یک جنگ داخلی جدید تمام شود.»
در شهر فیلادلفیا هم که از ساعت ۶ بعد از ظهر اعلام منع عبور و مرور شده بود، پلیس علاوه بر تظاهرکنندگان با افرادی که مشغول غارت فروشگاه‌ها و تخریب ساختمان‌ها بودند، درگیر شده است.

#### شایعه قطع اینترنت در آمریکا
در دوشنبه ۱ ژوئن، خبری مبنی براین که تمام سرویس‌های ارتباطی در واشینگتن دی. سی؛ و مکان‌ها مختلف آمریکا قطع شده است. با وجود آنکه منبع خبر مشخص نبود و هیچ‌گونه شواهدی مبنی بر قطعی یا اختلال در سرویس‌های ارتباطی اعم از اینترنت وجود نداشت، اما برخی از کاربران فضای مجازی به انتشار این خبر پرداختند. در ایران اما برخی خبرگزاری‌ها و شخصیت‌های وابسته به حکومت ایران به صورت گسترده شروع به انتشار این خبر کردند. پیگیری‌های سازمان‌های مربوط و موسسات فناوری نشان داد که هیچ‌گونه اختلالی در اینترنت واشینگتن یا هر مکان دیگری در آمریکا رخ نداده است. نت‌بلاکز دیدبان غیردولتی اینترنت نیز اعلام کرد هیچ شواهدی مبنی بر قطع اینترنت در واشینگتن نیست.

### روز هشتم: سه‌شنبه ۲ ژوئن
دونالد ترامپ در اتفاقی کم سابقه پس از کنفرانس خبری کوتاه در کاخ سفید به طور پیاده و بدون اعلام قبلی به محل کلیسای تاریخی واشینگتن دی. سی؛ که مورد حمله قرار گرفته بود، حاضر شد و با در دست داشتن انجیل به قانون شکنان و آشوب‌گران هشدار داد و گفت: «نخستین و مهم‌ترین وظیفه من به عنوان رئیس‌جمهوری دفاع از کشور ما و مردم آمریکا است. من سوگند یاد کرده‌ام که از قوانین کشورمان پاسداری کنم و این دقیقاً همان کاری است که انجام خواهم داد … آمریکا بر اساس حاکمیت قانون بنا شده است. این، شالوده رفاه، آزادی، و شیوه زندگی ما است. اما در جایی که قانون نباشد، فرصت وجود ندارد. وقتی عدالت نباشد، آزادی وجود ندارد. وقتی ایمنی نباشد، آینده‌ای وجود نخواهد داشت. ما هرگز نباید در برابر خشم یا نفرت سر فرود آوریم. اگر شر و خشونت حاکم شود، دیگر هیچ‌یک از ما آزاد نخواهیم بود.»
همچنین او گفت اگر شهرها و ایالت‌ها نتوانند اعتراضات را کنترل و از شهروندان دفاع کنند، قانون شورش را اجرا و ارتش را به خیابان‌ها خواهد فرستاد.
این پیاده‌روی و سخنرانی ترامپ مورد انتقاد فراوران قرار گرفت؛ زیرا نیروهای پلیس در واشینگتن دی.سی. برای متفرق کردن معترضانی که در برابر کاخ سفید تجمع کرده بودند از گلوله پلاستیکی، گاز فلفل و بمب دودزا استفاده کردند که به دونالد ترامپ، امکان آن را داد تا به کلیسای نزدیک کاخ سفید برود و عکس او در حالی که انجیلی به دست داشت در برابر درهای بسته این کلیسا منتشر شود.
در واکنش به این اقدامِ ترامپ، اتحادیه آزادی‌های مدنی که یک گروه مدافع حقوق مدنی در آمریکاست شکایتی را به دادگاه تسلیم و خواستار پیگرد رئیس‌جمهوری، دادستان کل و برخی دیگر از مقامات دولتی به اتهام نقض حقوق اساسی معترضان شده است.

### روز نهم: چهارشنبه ۳ ژوئن
مارک اسپر، وزیر دفاع آمریکا؛ در یک نشست خبری با استقرار ارتش مخالفت کرد و گفت: «استفاده از ارتش به عنوان نیروی انتظامی، فقط به عنوان آخرین گزینه و فقط در وخیم‌ترین شرایط اضطراری لازم است. من با اجرای قانون شورش موافق نیستم».
پاپ فرانسیس در پیامی خواستار توجه به «تبعیض نژادی» شد و ضمن محکوم کردن خشونت‌ها گفته: «ما نمی‌توانیم چشمانمان را به روی تبعیض نژادی ببندیم.»
جیمز متیس، وزیر دفاع پیشین دونالد ترامپ، که از حزب جمهوری‌خواه است، در انتقادی شدید از آقای ترامپ گفت او حتی پنهان نمی‌کند که خواهان تفرقه اندازی در میان آمریکایی‌ها است. جیمز متیس که در دو سال اول ریاست جمهوری دونالد ترامپ وزیر دفاع بود در بیانیه ای استفاده رئیس‌جمهور آمریکا از ارتش علیه تظاهرکنندگان مسالمت‌جو را محکوم کرد. رئیس‌جمهوری آمریکا در واکنش او را «وزیر دفاعی کم ارزش» خواند و گفت از استعفای او خوشحال شده است.
جیمز متیس در حمایت از شعارهای عدالتخواهان معترضان نوشته بود: «وقتی ۵۰ سال پیش به ارتش پیوستم، سوگند خوردم که از قانون اساسی دفاع و از آن حمایت کنم. اما هرگز به خواب هم نمی‌دیدم روزی بیاید که نیروهایی که همان سوگند را یاد می‌کنند برای نقض حقوق قانون اساسی هم میهنان خود دستور بگیرند - چه رسد به اینکه بخواهند شرایط برای گرفتن عکسی عجیب را برای فرمانده منتخب کل قوا فراهم کنند درحالی که رهبران نظامی در کنار او ایستاده‌اند.»

### روز دهم: پنج‌شنبه ۴ ژوئن
در روز چهارشنبه تظاهراتی در استرالیا، فرانسه، هلند و بریتانیا برگزار شد. در لندن چند هزار نفر در مرکز شهر تجمع کردند. برگزاری راهیپمایی در سیدنی به خاطر نقض مقررات جلوگیری از گسترش ویروس کرونا، دادگاه حکم منع تظاهرات را داده اما بازهم انتظار می‌رود چند هزار نفر این حکم را نادیده بگیرند.
با وجود آنکه اکثر تظاهرات در چند روز گذشته مسالمت آمیز بوده اما در بعضی موارد، با خشونت و غارت همراه شده و در چند شهر مقررات محدودیت رفت‌وآمد به اجرا درآمده است. همچنین چندین ویدیو کلیپ از خشونت پلیس در جریان تظاهرات در اعتراض به مرگ جورج فلوید، منتشر شد که باعث خشم بیشتر معترضان شده است. در بوفالو، واقع در ایالت نیویورک، دو مأمور پلیس که یک تظاهرکننده سالمند سفیدپوست را هول داده و به زمین انداخته بودند از کار معلق شدند؛ و در شهر نیویورک، یک ویدیوکلیپ مأموران را نشان می‌دهد که با خشونت با تظاهرکنندگانی که از محل می‌گریزند برخورد می‌کنند. ویدیوی مربوط به حادثه بوفالو یک مرد هفتاد و پنج ساله را نشان می‌دهد که به مأموران پلیس که مقررات منع رفت‌وآمد را اجرا می‌کنند نزدیک می‌شود. مأموران به او نزدیک می‌شوند، او را به کناری می‌زنند و باعث می‌شوند به زمین بیفتد و سرش به زمین اصابت کند. این عکس نشان می‌دهد که این مرد روی زمین افتاده و خون از گوشش جاری است. این فرد با آمبولانس به بیمارستان منتقل شد و بعداً مشخص گردید که سرش جراحت جدی برداشته است.
مقامات می‌گویند که وضع جسمانی او «وخیم اما تثبیت شده» است. در بیانیه اولیه پلیس بوفالو آمده بود که در جریان درگیری بین پلیس و تظاهرکنندگان، پای این شخص لغزید و به زمین‌خورد و این بیانیه باعث تشدید خشم معترضان شد. بعداً سخنگوی پلیس گفت که بیانیه اولیه توسط مأموری تدوین شده بود که مستقیماً در این عملیات شرکت نداشت و افزود که پس از انتشار ویدیو، مأمورانی که مرد را به زمین انداخته بودند بدون حقوق از خدمت معلق شدند. عصر جمعه (روز بعد) گزارش شد که همه ۵۷ افسر این یگان ضدشورش شهر بوفالو در همبستگی با دو مأمور تعلیق شده، دست کار کشیده‌اند. دو مأمور یگان ضدشورش پلیس بوفالو در ۶ ژوئن، به ضرب و جرح درجه دو متهم شدند. این دو مأمور در حال حاضر بدون وثیقه آزاد هستند و در صورت اثبات اتهام‌ها آنها می‌توانند با ۷ سال زندان مواجه شوند.
در همین روز، راننده یک وانت در شهر نیویورک بیست و هفت دقیقه پس از اعلام مقررات منع رفت‌وآمد بازداشت شد درحالی‌که به عنوان کارگر خدمات ضروری، از مقررات مربوط معاف بود؛ و در منطقه ویلیام‌برگ همان شهر، فیلمی از مأموران گرفته شد که به تظاهرکنندگان حمله می‌کردند که در نتیجه، دست کم یک نفر را به زمین انداختند.
ویدیوهای دیگر مردی را نشان می‌دهد که با سر خون آلود روی زمین نشسته و در همان حالت هم پلیس او را بازداشت می‌کند.
پس از انتشار ویدئوهای خشونت پلیس، آندرو کومو، فرماندار ایالت نیویورک در دفاع از پلیس گفت که مأموران «بدون دلیل هیچ شهروندی را کتک نمی‌زنند» و افزود «اگر چنین کاری را بکنند، خلاف کرده‌اند.» بیل دی بلاسیو، شهردار نیویورک نیز گفت که مقامات محلی «هرآنچه را که لازم است از موضع خویشتن‌داری به کار می‌گیرند.» هر دو نفر بعداً حوادثی را که طی ساعات شب روی داده بود محکوم کردند.
آقای کومو در توییتر خود حادثه بوفالو را «کاملاً ناموجه و شرم آور» توصیف کرده و گفته است: «پلیس باید قانون را اجرا کند نه اینکه از آن سوء استفاده کند.» شهردار نیویورک هم گفت که پس از دیدن فیلم بازداشت راننده وانت، شکایتی را تسلیم بخش شکایات پلیس شهر کرده است.

#### مراسم یادبود
صدها نفر در مراسم یادبود جورج فلوید که در ۴ ژوئن در مینه‌سوتا برگزار شد، شرکت کردند. در کنار بستگان جورج فلوید و صدها نفر دیگر، چهره‌های سرشناسی چون جسی جکسون (سناتور پیشین آمریکایی) و ال شارپتون، از رهبران جنبش حقوق مدنی آمریکا، تیم والز، فرماندار ایالت مینه‌سوتا، سناتور ایمی کلوبشار و جیکوب فری، شهردار مینیاپولیس، نیز در این مراسم شرکت داشتند. ال شارپتون در این مراسم سخنرانی کرد و خواستار اجرای عدالت شد و با اشاره به اعتراضات گسترده در ایالت‌های آمریکا، داستان آقای فلوید را منعکس کننده زندگی تمام سیاهپوستان آمریکایی دانست.

### روز یازدهم: جمعه ۵ ژوئن
در لندن، پایتخت بریتانیا هزاران نفر بیرون ساختمان پارلمان تجمع کردند تا اعتراض خود را به نژادپرستی و کشته شدن جورج فلوید در آمریکا نشان دهند. عنوان این اعتراض سراسری در لندن و سایر نقاط جهان جنبشی است که اینطور نامیده می‌شود: «جان سیاهان مهم است.» درخواست مقام‌های دولت بریتانیا برای لغو تظاهرات به دلیل افزایش خطر ابتلا به کرونا و هم‌زمان بارندگی در لندن، مانع تجمع معترضان نشده است. علاوه بر دولت، کارشناسان بهداشتی هم در مورد خطرات انتقال ویروس در چنین تجمعاتی هشدار داده‌اند. این چهارمین تظاهرات اعتراضی در حمایت از سیاهپوستان است که طی یک هفته اخیر در بریتانیا برگزار شده است. قرار است فردا تظاهرکنندگان مقابل سفارت آمریکا در لندن تجمع کنند.
در استرالیا هم که روز زودتر آغاز می‌شود، ده‌ها هزار نفر در تظاهرات «جان سیاهان مهم است» در شهرهای سیدنی، ملبورن، بریزبن و آدلاید جمع شدند. هرچند اعتراض اصلی به مرگ جورج فلوید، مرد آفریقایی‌تبار در بازداشت پلیس آمریکاست، اما تظاهرات در استرالیا به محلی برای اعتراض به رفتار «تبعیض‌آمیز پلیس» با بومیان این کشور تبدیل شد. دادگاه ایالتی در سیدنی تظاهرات را به دلیل نقض قوانین ایمنی زمان شیوع کرونا ممنوع اعلام کرد و به همین دلیل چند نهاد به خاطر دعوت به برگزاری تظاهرات جریمه شدند؛ اما این حکم بعداً تغییر کرد. برگزار کنندگان به دادگاه عالی استرالیا شکایت کردند و ۱۵ دقیقه مانده به زمان اعلام شده برای تظاهرات، این ممنوعیت با حکم دادگاه لغو شد.

### روز دوازدهم: شنبه ۶ ژوئن
واشینگتن دی.سی.، پایتخت آمریکا، روز شنبه شاهد تظاهرات ده‌ها هزاران نفر علیه نژادپرستی و خشونت پلیس بود. موریل باوزر، شهردار واشینگتن دی. سی که دموکرات است، از یک نقاشی (مورال) در کف خیابان منتهی به کاخ سفید با همین موضوعیت رونمایی کرده است. همچنین وی در انتقاد به دونالد ترامپ، نام میدان بیرون کاخ سفید را به میدان «جان سیاه‌پوستان مهم است» تغییر داده است. شهردار پایتخت آمریکا همچنین از آقای ترامپ خواسته است تا سربازان فدرال را از واشینگتن خارج کند. واشینگتن دی.سی. ایالت نیست و شهردار آن اختیارات فرمانداران ایالت‌ها را ندارد و نمی‌تواند در مورد اعزام نیروهای گارد ملی تصمیم بگیرد. در پایتخت آمریکا، تصمیم‌گیری در این مورد با وزیر ارتش است.
«اگر او بتواند کنترل واشینگتن را در اختیار بگیرد، می‌تواند اختیار هر ایالتی را به دست بگیرد که در آن صورت هیچ‌یک از ما امنیت نخواهیم داشت. برای همین امروز ارتش را از شهرمان عقب زدیم … سربازان ما نباید اینطور مورد استفاده قرار گیرند، نباید از آنها خواسته شود شهروندان آمریکا را برانند. امروز ما «نه» می‌گوییم؛ در انتخابات ماه نوامبر هم می‌گوییم «نفر بعد».»— موریل باوزر، شهردار واشینگتن دی.سی.
تظاهرات هفته پیش در واشینگتن با پاسخ کم‌سابقه کاخ سفید مواجه شد و آقای ترامپ دستور ورود هزاران نیروی فدرال به شهر را صادر کرد. دونالد ترامپ چند روز پیشتر به این خاطر که دستور داده بود معترضان را به زور از یک میدان در برابر کاخ سفید بیرون کنند تا او بتواند از خیابان عبور کند و در برابر کلیسا عکس بگیرد، مورد انتقاد قرار گرفته بود. این میدان در برابر کلیسای سنت جان اکنون به میدان «جان سیاه‌پوستان مهم است» تغییر نام داده و باوزر، شهردار واشینگتن گفته است «ما به عنوان اهالی واشینگتن، تنها می‌خواهیم در صلح کنار هم باشیم تا نشان دهیم که در آمریکا، می‌توانید به طور مسالمت آمیز تجمع کنید، نارضایتی خود را به دولت نشان دهید و خواهان تغییر باشید.» در پاسخ به این اقدام شهردار واشینگتن دی.سی. ترامپ در توییتر خود تهدید کرد که اگر شهردار واشینگتن، با نیروهای گارد ملی «به خوبی» رفتار نکند، گروه دیگری از زنان و مردان را به پایتخت می‌آورد. معلوم نیست رئیس‌جمهوری آمریکا به چه کسانی اشاره می‌کند.
همزمان تظاهرات مشابهی در شهرهای دیگر آمریکا از جمله نیویورک، فیلادلفیا، لس آنجلس، سانفرانسیسکو و شیکاگو برگزار شده است. همچنین در برخی دیگر از نقاط جهان از جمله لندن، ملبورن و سیدنی تظاهرات ضد نژادپرستی برگزار شد. تظاهرات استرالیا بر نحوه رفتار با بومیان این کشور متمرکز بود. در ریفورد کارولینای شمالی صدها نفر با گذاشتن گل در کنار تابوت آقای فلوید در یک کلیسا در نزدیکی محل تولدش به او ادای احترام کردند. بعد از آن مراسمی خصوصی با حضور اعضای خانواده اش در کلیسا برگزار شد.
روی کوپر فرماندار ایالت کارولینای شمالی دستور داد پرچم‌ها به احترام آقای فلوید روز شنبه به حالت نیمه برافراشته درآید. شورای شهر مینیاپولیس و سازمان دولتی حقوق بشر ایالت مینه‌سوتا با ممنوع کردن هرگونه مهار بازداشتی‌ها از ناحیه گردن موافقت کردند. گوین نیوسام، فرماندار کالیفرنیا هم گفت او به آموزش مأموران برای استفاده از چنین تکنیک‌هایی پایان می‌دهد. کارمن بست شهردار سیاتل هم استفاده پلیس این شهر از گاز اشک‌آور علیه معترضان را ممنوع کرد. همزمان یک قاضی فدرال در شهر دنور به پلیس دستور داد استفاده از گاز اشک آور، گلوله پلاستیکی و سایر ابزارهای غیرمهلک را متوقف کند. در تحولی دیگر لیگ ملی فوتبال آمریکایی با بازگشت از سیاست قبلی اش گفت که بازیکنان باید حق اعتراض در زمان پخش سرود ملی را داشته باشند.

### روز سیزدهم: یکشنبه ۷ ژوئن
دونالد ترامپ رئیس‌جمهور ایالات متحده آمریکا به گارد ملی دستور داد از واشینگتن خارج شوند و به پایگاه‌ها منتقل شوند. او در توییتی گفت: «حال که همه چیز تحت کنترل است و تظاهرات به صورت مسالمت آمیز اتفاق می‌افتاد دیگر نیازی به استفاده از گارد ملی نمی‌بینم.» همچنین فرمانداران بعضی از ایالات قانون منع رفت‌وآمد را لغو کردند.
نه عضو شورای شهر مینیاپولیس (از جمله پسر دادستان کل ایالت) یکشنبه با حضور در تجمع معترضان به کشته شدن یک مرد سیاه‌پوست به دست پلیس در این شهر، این خبر را اعلام کردند. به گفته این گروه نه نفری که اکثریت را در شورای شهر مینیاپولیس در اختیار دارند، هدف آنها از انحلال پلیس پایان دادن به روابط مسموم پلیس با شهروندان است. لیزا بندر، رئیس شورای شهر مینیاپولیس با خواندن بیانیه ای اعلام کرد: «ما اینجا هستیم زیرا در مینیاپولیس و شهرهای بسیاری در سراسر ایالات متحده مشخص شده که پلیس و نظام امنیت عمومی دیگر امنیت جوامع ما را تأمین نمی‌کند.» بر این اساس، یک نیروی ضامن امنیت عمومی با محوریت محله‌ها و جوامع جایگزین نیروی پلیس خواهد شد. جزئیات طرح این نمایندگان برای جایگزین کردن پلیس مشخص نیست. جیکوب فری، شهردار مینیاپولیس با انحلال پلیس مخالفت کرده و به همین خاطر مورد انتقاد تظاهرکنندگان قرار گرفته است.
در پی اعتراض خوانندگان و کارکنان روزنامه نیویورک تایمز به انتشار یادداشتی از تام کاتن، سناتور جمهوری‌خواه، که خواستار اعزام ارتش برای مقابله با ناآرامی‌های نژادی شده بود، جیمز بنت، سردبیر بخش نظرات این روزنامه استعفا داده است. روزنامه نیویورک تایمز در ابتدا با تأکید بر لزوم انعکاس نظرات مختلف، انتقادها را رد کرده بود. یادداشت سناتور کاتن در تأیید سخنان آقای ترامپ چهارشنبه در نسخه دیجیتال نیویورک تایمز منتشر شد و گروهی از کارکنان این روزنامه برای نشان دادن اعتراض خود پنجشنبه به سر کار نرفتند. هشتصد نفر از کارکنان نیویورک تایمز هم با امضای یک نامه اعلام کردند «یادداشت تام کاتن حاوی اطلاعات گمراه کننده بوده است.» جیمز بنت که در چهار سال گذشته سردبیر بخش نظرات نیویورک تایمز بوده، پس از بالا گرفتن اعتراض‌ها اعلام کرد یادداشت آقای کاتن را پیش از انتشار نخوانده بود. او روز جمعه با انتشار یک یادداشت، یادداشت سناتور کاتن را فاقد استانداردهای این روزنامه دانست و انتشار آن را نادرست خواند.
به گفته آقای بنت، در نوشته آقای کاتن بر نقش گروه‌های چپ‌گرا مانند گروه آنتی فا در ناآرامی‌ها تأکید شده در حالی که این اتهام‌ها تأیید نشده است. او همچنین پلیس را قربانی اصلی خشونت‌ها عنوان کرده بود که به آقای بنت این حرف اغراق‌آمیز است. سناتور کاتن با رد انتقادها، این اقدام نیویورک تایمز را توهین آمیز خوانده است.
همزمان، استان ویشنوسکی، سردبیر روزنامه فیلادلفیا اینکوایرر به خاطر انتشار سرمقاله ای که در آن تخریب ساختمان‌ها در جریان تظاهرات را به مرگ سیاه پوستان به دست پلیس تشبیه می‌کرد، استعفا کرده است. آقای ویشنوسکی انتخاب عنوان «ساختمان‌ها هم اهمیت دارند» برای سرمقاله ای دربارهٔ ناآرامی‌های اخیر را به شدت اشتباه عنوان کرد و از این بابت عذرخواهی کرد. عنوان این مقاله از شعار «جان سیاه پوستان اهمیت دارد» اقتباس شده است. این شعار بیان گر اعتراض به خشونت پلیس علیه سیاه پوستان در آمریکاست.
کالین پاول، وزیر خارجه دولت جورج بوش و از فرماندهان پیشین ستاد مشترک نیروهای مسلح آمریکا، دونالد ترامپ را به «دروغ‌گویی» و «انحراف از قانون اساسی» ایالات متحده متهم کرد.
پاول در مصاحبه با شبکه خبری سی‌ان‌ان، تظاهرات ضد نژادپرستی در آمریکا را نشانه بلوغ جامعه دانست و رویکرد دونالد ترامپ را خطرناک خواند. او همچنین از موضع‌گیری بعضی از نظامیان ارشد پیشین علیه فرمان آقای ترامپ برای به کارگیری ارتش در مقابله با ناآرامی‌ها، حمایت کرد. ژنرال مارتین دمپسی و ژنرال مایکل مولن نیز که هر دو از فرماندهان پیشین ستاد مشترک نیروهای مسلح آمریکا هستند از استقرار ارتش در شهرها انتقاد کرده‌اند.
«از آنچه ژنرال‌ها و دیپلمات‌هایمان می‌گویند، خوشحالم. ما یک قانون اساسی داریم که باید از آن پیروی کنیم. رئیس‌جمهوری از آن منحرف شده است.»— کالین پاول، مصاحبه با سی‌ان‌ان-۷ ژوئن

### روز چهاردهم: دوشنبه ۸ ژوئن
روز دوشنبه همزمان با برگزاری مراسم ادای احترام به جورج فلوید در شهر هیوستون تگزاس، در مینیاپولیس دریک شاون، پلیس اخراجی متهم به قتل آقای فلوید به دادگاه برده شد و قاضی ضمانتی معادل یک میلیون و ۲۵۰ هزار دلار برای آزادی موقت او تا زمان تشکیل دادگاه اصلی تعیین کرد. در هیوستون هزاران نفر در برابر کلیسایی که تابوت جورج فلوید در آنجا قرار داده شده برای آخرین ادای احترام پیش از خاکسپاری صف کشیدند. هادی نیلی، خبرنگار بی‌بی‌سی فارسی که برای پوشش این مراسم و خاکسپاری جورج فلوید به هیوستون تگزاس اعزام شده می‌گوید: «قرار است جو بایدن، نامزد حالا قطعی حزب دموکرات برای انتخابات ریاست‌جمهوری، امروز خودش را به هیوستون برساند تا با خانواده جورج فلوید دیدار کند و تسلیت بگوید. این دیدار خصوصی است و رسانه‌ها حضور ندارند. او همچنین یک پیام ویدیویی برای پخش در مراسم خاک‌سپاری فردا ضبط می‌کند. گفته برای پرهیز از اختلال در مراسم بابت حضور محافظانش و تمهیدات امنیتی (که برای یک نامزد ریاست‌جمهوری در سطح بالاست)، در این مراسم شرکت نمی‌کند. گمان برده می‌شود نگرانی‌ها دربارهٔ کرونا هم مطرح بوده». درخواست برای انحلال پلیس یا دست‌کم کاهش بودجه آن و اصلاح ساختاری آن در تظاهرات اخیر در نقاط مختلف آمریکا طرح شده است. بعد از ادامه این اعتراض‌ها که حالا فراتر از مرزهای آمریکا هم رفته، شهرداران نیویورک، لس‌آنجلس و واشینگتن از کاهش بودجه پلیس و اختصاص آن به طرح‌های مددکاری حرف زده‌اند.
دموکرات‌ها که اکثریت مجلس نمایندگان کنگره آمریکا را در دست دارند لایحه جدیدی برای اصلاح ساختاری و گسترده نیروی پلیس در سرتاسر این کشور را طرح کردند. نانسی پلوسی، رئیس دموکرات مجلس نمایندگان گفته «شهادت» جورج فلوید و دیگر سیاه‌پوستانی که در چند سال اخیر قربانی خشونت پلیس شده‌اند، ایجاد تغییرات ساختاری در نیروی پلیس را بیش از همیشه ضروری کرده است. لایحه پیشنهادی دموکرات‌ها امکان دادرسی و شکایت‌ها از مأموران پلیس را آسان‌تر می‌کند و استفاده از تکنیک‌هایی که روی گردن یا مجاری تنفسی فشار وارد می‌کند را ممنوع می‌کند. این لایحه همچنین مقابله با نژادپرستی در نیروی پلیس را هم مورد توجه قرار داده است. لایحه «عدالت در مأموریت پلیس ۲۰۲۰» را روز دوشنبه، هشتم ژوئن، نانسی پلوسی، رئیس مجلس نمایندگان کنگره آمریکا در حالی علنی کرد که سناتور چاک شومر، رهبر اقلیت دموکرات در سنا، سناتور کامیلا هریس از کالیفرنیا و سناتور کوری بوکر از ایالت نیوجرسی و اعضای فراکسیون نمایندگان سیاه‌پوست کنگره او را همراهی می‌کردند.
خانم پلوسی به هنگام رونمایی این لایحه از اسامی مردان و زنانی را برابر خبرنگاران خواند که در چند سال اخیر در بازداشت افسران پلیس جان باخته‌اند.
همزمان قرار است برادر جورج فلوید این هفته در کنگره و برای نمایندگانی که مشغول بررسی اصلاحات نیروی پلیس هستند حاضر و به سوالات آنها پاسخ دهد. علاوه بر آن یورش‌های بدون هشدار پلیس ممنوع و طرح دادرسی و شکایت علیه تخلفات مأموران پلیس تسهیل شده است. مبارزه با نژادپرستی در میان نیروهای پلیس هم یک دیگر از اجزای این لایحه است. با وجود این، بسیار بعید به نظر می‌رسد میچ مک‌کانل، رئیس مجلس سنا که اکثریت آن در دست جمهوری‌خواهان است به آسانی لایحه دموکرات‌ها را برای تصویب در سنا بپذیرد. به این ترتیب انتظار می‌رود که این لایحه به یکی از خاکریزهای جدید مبارزات سیاسی میان دو حزب اصلی آمریکا و به تبع آن مبارزات انتخاباتی دونالد ترامپ و رقیب دموکراتش، جو بایدن بدل شود. در لایحه دموکرات‌ها همچنین ایجاد بانک ملی اطلاعات مرتبط به سوء رفتار پلیس طرح شده است. بانک اطلاعاتی که می‌تواند پایگاه جمع‌آوری شکایات از پلیس شود. با این حال، جمهوری‌خواهان به طور گسترده گفته‌اند که از محدود کردن پلیس حمایت نمی‌کنند.

### روز پانزدهم: سه‌شنبه ۹ ژوئن
مراسم خاکسپاری جورج فلوید در در شهر هوستون آمریکا که فلوید در آن بزرگ شده بود، برگزار شد. حدود ۵۰۰ نفر از طرف خانواده فلوید برای شرکت در این مراسم دعوت شده بودند. بسیاری هم در مقابل کلیسا برای ابراز همدردی گرد هم آمدند.

### روز شانزدهم: ۱۰ ژوئن
چندین مجسمهٔ مربوط به برده‌داران مربوط در نقاط مختلف آمریکا توسط معترضان تخریب شدند.

### روز هفدهم: پنجشنبه ۱۰ ژوئن
ژنرال پنج ستاره مارک الکساندر میلی، رئیس ستاد مشترک ارتش آمریکا، بابت عکس چند روز گذشته‌اش با ترامپ در کنار کلیسا عذرخواهی کرد و گفت که این کار یک «اشتباه» بوده است و باعث شد که اینطور به نظر بیاید که ارتش آمریکا در حال دخالت در سیاست است.

## اعتراضات در سایر کشورها
اعتراضات علیه نژادپرستی سیستماتیک و خشونت پلیس علاوه بر شهرهای آمریکا در سایر کشورها نیز گسترش یافت. معترضان در تمامی کشورها علیه نژادپرستی و خشونت پلیس شعار می‌دهند و خواستار برقراری عدالت برای جورج فلوید هستند. در کشورهای سوئد، انگلیس، ژاپن، برزیل، اسپانیا، سنگال، دانمارک، اسکاتلند، کره جنوبی، بلژیک، مجارستان، ایتالیا، استرالیا، لهستان، ترکیه، فرانسه، سوئیس، پرتغال، کانادا و آلمان معترضان برای نشان دادن همبستگی با معترضان آمریکایی اقدام به برگزاری راهپیمایی کردند. در لندن هزاران تن با سردادن شعار «هیچ عدالتی! هیچ صلحی!» به سمت سفارت آمریکا؛ i تحت حفاظت پلیس بود، حرکت کردند و پلیس لندن با حمله به معترضان ۲۳ تن از آنها را دستگیر نمود. معترضان در دانمارک در مقابل سفارت آمریکا تجمع کردند و پلاکارت‌هایی در دست داشتند که رویش نوشته شده بود «کشتن سیاهپوستان را متوقف کنید.»
در فرانسه هزاران معترض در پاریس پایتخت، بوردو، مارسی و چندین شهر دیگر به خیابان‌ها آمدند و علیه نژادپرستی و خشونت پلیس شعار دادند. معترضان پاریسی در برابر سفارت آمریکا گرد هم آمده و خواستار برقراری عدالت شدند. هزاران معترض استرالیایی در سیدنی و چندین شهر دیگر این کشور نیز به خیابان‌ها آمدند و نژادپرستی را در سراسر جهان محکوم کردند.

## نحوه برخورد با معترضان
امنیت اعتراضات مسالمت‌آمیز مردم در طول روز توسط پلیس و نیروهای نظامی تأمین می‌شود. پلیس با استفاده از گاز اشک‌آور، گلوله لاستیکی، شوکر و باتوم، افرادی که به صورت خشونت‌آمیز اعتراض می‌کنند را متفرق می‌کند. با این وجود برخی از ویدئوها توسط رسانه‌ها و مردم منتشر می‌شود که خشونت بیش از حد برخی از نیروهای نظامی را در برابر افراد عادی نشان می‌دهد. برای نمونه در شهر آتلانتا در ایالت جورجیا، نیروهای ضد شورش به ماشین یک زن و مرد هجوم بردند و با شکستن شیشهٔ ماشین و استفاده از شوکر، آن‌ها را با خشونت دستگیر کردند. انتشار ویدئوی این بازداشت، باعث شد که مقامات دادستانی برای شش پلیس، پروندهٔ قضایی ایجاد کنند.

## کشته‌ها، مجروح‌ها و بازداشت‌شدگان

### کشته‌ها
تا ۷ ژوئن (روز دوازدهم اعتراضات)، در کل ایالات متحده، تنها دو تن (یک رئیس پلیس به نام دیوید دورن و نیز یک معترض به نام تریوان مارتین) کشته شدند.
یک نفر از مرگ‌ها به علت تصادف رانندگی بوده. چهار مورد از کشته‌ها توسط صاحبان مغازه‌هایی اتفاق افتاد که در حال حفاظت از فروشگاه خود بودند. سه نفر نیز در پی درگیری بین طرفداران و مخالفان دونالد ترامپ کشته شدند. در یک مورد، نیروهای پلیس و گارد ملی، یک رستوران‌دار را با شلیک گلوله کشتند. در پی این حادثه، رئیس پلیس شهر به دلیل آنچه عدم استفادهٔ نیروهایش از دوربین لباس (بادی‌کم) عنوان شد، از کار برکنار شد. تحقیقات رسمی نیز برای این حادثه در جریان است.
یکی از کشته‌شدگان دیوید دورن، رئیس پلیس ۷۷ سالهٔ سیاه‌پوستی بود که در جریان اعتراضات سن لوئیس در ایالت میزوری کشته شد. جسد وی در ساعات نخست صبح سه شنبه در برابر یک سمساری که غارت شده بود پیدا شد. تاکنون کسی در این رابطه دستگیر نشده است.

### بازداشت شده‌ها
تا روز ششم اعتراضات، ۴۰۰۰ نفر در کل ایالت متحده بازداشت شدند. تا یکشنبه ۷ژوئن، بیش از ۱۱٫۰۰۰نفر در کل ایالت متحده بازداشت شدند که حداقل ۲۷۰۰ نفرشان در لس‌آنجلس و ۱۵۰۰ نفرشان در نیویورک بازداشت شده‌اند. بیشتر این بازداشت‌شدگان، به خاطر نادیده گرفتن قانون منع رفت‌آمد (که از غروب تا صبح عبور و مرور در سطح شهر را ممنوع می‌کند) بازداشت شده‌اند. بقیهٔ بازداشت شدگان به خاطر تخریب اموال عمومی، رفتار خشونت‌آمیز و غارت بازداشت شدند.
با وجود آن که تعداد بازداشتی‌ها بالا است، اما نسبت به تعداد کل نفراتی که در ایالت‌های آمریکا اعتراض می‌کنند، رقم ناچیزی است.

## شایعات و ضداطلاعات
از اعتراض‌ها به مرگ جرج فلوید، فیلم‌ها و عکس‌های بسیاری در شبکه‌های اجتماعی منتشر شده است. اما بعضی از این تصاویر و ویدیوها همان چیزی نیستند که در این شبکه‌ها ادعا شده است. برخی از مردم، نمونه‌های زیادی از ویدئوهای قدیمی را در روزهای اخیر دوباره دست به دست می‌کنند و آن را به زمان اعتراضات به مرگ جرج فلوید مربوط می‌کنند. با این حال تصاویر بسیاری از اعتراض‌های اخیر وجود دارد که به ادعاهایی در مورد خشونت پلیس منجر شده است که از جمله ویدئوهایی که نشان می‌دهد پلیس از باتون و گاز اشک آور علیه معترضان و خبرنگاران استفاده می‌کند.
برای نمونه در یک ویدئو یک مرد سیاه‌پوست با لباس قرمز توسط دو افسر پلیس دستگیر می‌شود، که توسط برخی ادعا می‌شود که آن سیاه‌پوست مأمور اف‌بی‌آی که در اعتراضات دستگیر شد؛ اما در حقیقت آن ویدئو یک ویدئوی قدیمی بود و آن مرد نیز مأمور اف‌بی‌آی نبوده است. ویدئوهای بسیاری از این دست وجود دارد که مربوط به گذشته هستند و در بسیاری از موارد هر کدام از ویدئوها در زمان انتشار خودشان، انتقادهای گسترده‌ای را در پی داشتند. در برخی از موارد ویدئوهایی منتشر می‌شود که ادعا می‌شود از آتش گرفتن مکان‌های مختلف در آمریکا است، اما نه تنها حوادث این ویدئوها در گذشته، بلکه در مواردی حتی خارج از ایالت متحده اتفاق افتاده است.
همچنین شایعات مربوط به این که اعتراض‌ها از قبل با فراهم کردن زمینه برای آشوب برنامه‌ریزی شده به طور گسترده در شبکه‌های اجتماعی منتشر می‌شود. برای نمونه ادعاهایی در مورد دخالت روسیه در اعتراض‌ها منتشر شده است. توئیت‌هایی که هزاران بار به اشتراک گذاشته شده، اشاره می‌کند که روسیه به عنوان بخشی از عملیات نظامی یا در قالب یک توطئه در مرگ جورج فلوید دست داشته. هیچ‌گونه سندی که این ادعا را تأیید کند وجود ندارد. اما ایده این که روسیه و دیگر کشورها ممکن است از طریق رسانه‌های دولتی یا شبکه‌هایی از حساب‌های کاربری جعلی در افزایش تنش‌ها در شبکه‌های اجتماعی دخالت داشته‌اند، را رد نمی‌کند. تحقیقات مربوط به دخالت روسیه در انتخابات سال ۲۰۱۶ آمریکا نشان داد که روسیه در کمپین ارائه اطلاعات غلط و نفوذ در گروه‌ها و سایت‌های مربوط به فعالان آمریکایی از جمله گروه زندگی سیاهپوستان اهمیت دارد، دست داشته است.

## واکنش‌ها

### داخلایالات متحده آمریکا
- باراک اوباما، رئیس‌جمهور پیشین آمریکا با انتشار بیانه‌ای از مقام‌های مینه‌سوتا خواست دربارهٔ مرگ جرج فلوید تحقیقات کاملی انجام دهند:[۷۳]

«همه آرزو دارند که با رفتن ویروس کرونا زندگی به حالت عادی بازگردد اما باید به خاطر آورد که برای میلیون‌ها آمریکایی، رفتار تبعیض‌آمیز به شکلی دردآور و فاجعه‌آمیز «عادی» شده است؛ چه این رفتار تبعیض‌آمیز در سیستم بهداشت و درمان باشد، چه سیستم قضایی، یا دویدن در گوشه خیابان، یا تماشای پرنده‌ها در پارک. در سال ۲۰۲۰ چنین چیزی درآمریکا نباید «عادی» تلقی شود. اگر بخواهیم فرزندان ما در جامعه‌ای با معیارهای عالی زندگی کنند، ما باید بهتر از این باشیم.»— باراک اوباما، توییتر
- باراک اوباما یک هفته بعد در اولین اظهار نظر تصویری خود از زمان مرگ جورج فلوید نیز گفت که اعتراضات اخیر، عمیق‌ترین رویدادی بود که در زندگی خود دیده و از مردم آمریکا خواست از فرصت ایجاد شده برای حل مشکلات ریشه‌ای جامعه استفاده کنند. آقای اوباما گفت: «بیشتر اوقات این خشونت از سوی کسانی است که وظیفه خدمت‌رسانی و حمایت از شما را برعهده دارند. می‌خواهم بدانید که شما مهم‌اید، می‌خواهم بدانید که زندگی شما مهم است، رویاهایتان مهم است.»[۵۱]
- سلمان رشدی، رمان‌نویس معروف بریتانیایی-آمریکایی هندی‌تبار در روزنامهٔ واشینگتن پست یادداشتی با عنوان: «من ظهور و سقوط دیکتاتورهای زیادی را دیده‌ام، آمریکا حواست باشد» گفت:[۷۴]

به ترامپ که علاقه‌اش به متمم دوم قانون اساسی (مالکیت اسلحه) را بارها اعیان کرده، باید جزئیات متمم اول را یادآوردی کرد که در بخشی از آن می‌گوید: کنگره حق تصویب هیچ قانونی را ندارد که محدود کننده آزادی بیان، محدودگر رسانه‌ها و منافی حق تجمع مسالمت‌آمیز یا دادخواست علیه دولت شود … حالا کسی که بی‌کفایتی‌اش اجازه داده اپیدمی (کرونا) گلوی ما را تا مرز خفگی بگیرد و کسی که لحن فتنه‌جویانه و مملو از نژادپرستی او نقش مهمی در جان گرفتن تعصبات نژادپرستانه و تحرک دوباره معتقدان به برتری سفیدپوستان شده، در باغ رز کاخ سفید می‌ایستد و بدون ذره‌ای شرمساری از حمایت از تظاهرات مسالمت‌آمیز سخن می‌گوید. آن هم دقیقاً در لحظاتی که کمی آن طرف‌تر، نیروهای امنیتی که بعضی از آنها سوار اسب بودند تظاهرات مسالمت‌آمیز را با گاز اشک‌آور و گلوله پلاستیکی مورد حمله قرار می‌دهند و لحظه‌ای بعد او (دونالد ترامپ) با تروریست خواندن معترضان، اقدام آنها را جرمی علیه خداوند جلوه می‌دهد.— سلمان رشدی، ۳ ژوئن ۲۰۲۰
جوئل اتان از اعضای شورای نهم سازمان کلیسای شیطان نیز در خصوص این رویداد گفته است:
کسانی که با شیطان‌پرستی آشنا هستند می‌دانند و در چندین دهه نیز توسط ما به وضوح بیان شده است. آنها باید از مواضع فکری ما در مورد قتل یک مرد بی‌گناه و سوءاستفاده از قدرت - که اکنون در سراسر کشور مورد اعتراض قرار گرفته است- بفهمند که ما اهمیت تاریخی وقایع اخیر را تشخیص می‌دهیم و همچنین می‌دانیم که عدم پاسخگویی سبب سرکشیدن شعله‌های اعتراض و ایجاد تحولات اجتماعی می‌شود. ما در نظر می‌گیریم که احتمالاً اقدامات فعلی می‌توانند به پاسخگویی هرچه بیشتر سیستم قضایی منجر شوند.

### بین‌المللی
- کانادا - جاستین ترودو، نخست‌وزیر کانادا به انتقاد از نژادپرستی در ایالات متحده پرداخت و از شهروندان کشورش خواست تا با وحدت در کنار هم در مقابل انزجار نژادی بایستند. وی گفت: مردم کانادا با وحشت و ترس شاهد ناآرامی‌ها در ایالات متحده هستند.[۷۶]
- اتحادیه آفریقا - موسی فکی محمد، رئیس کمیسیون اتحادیه آفریقا مرگ جرج فلوید را «قتل» نامید و آن را محکوم کرده و گفت این نهاد «رویکردهای تبعیض‌آمیز ادامه‌دار علیه شهروندان سیاه‌پوست در آمریکا را محکوم می‌کند.»[۷۷]
- ایران - سید علی خامنه‌ای، رهبر جمهوری اسلامی ایران در یک سخنرانی تلویزیونی به حادثه کشته شدن جورج فلوید در آمریکا اشاره کرد و گفت: «مردم را می‌کشند و زبانشان هم دراز است. بعد دم از حقوق بشرمی‌زنند. آن مرد سیاهی که کشته شد بشر نبود و حقوق نداشت؟»[۷۸]
- اتحادیه اروپا - جوزپ بورل، رئیس سیاست خارجی اظهار داشت که اتحادیه اروپا از مرگ فلوید «بهت زده و منزجر» شده و این اتفاق نمونه «سوءاستفاده از قدرت» در اجرای قانون دانست. همچنین در مورد «خشونت بیش از حد» هشدار داد.[۷۹]